# フエルテベントゥラ空港
フエルテベントゥラ空港（スペイン語: Aeropuerto de Fuerteventura）は、スペインのカナリア諸島、フエルテベントゥラ島にある空港。中心都市プエルト・デル・ロサリオの5キロメートル南西のエル・マトーラルに位置することから、エル・マトーラル空港 (El Matorral) の別名がある。2019年時点で世界80か所以上の都市に就航しており、年間560万人以上が利用している。
ターミナルビルは2階建ての建物1棟で、1階は出発と到着の2つの部分に分かれており、2階は出発ラウンジと合計24のゲートがある。ターミナルの総面積は92,000平方メートルで、年間820万人の利用客を受け入れることができる。

## 歴史
1969年9月14日に正式に開港した。新しい滑走路に最初に着陸した航空機は、グランカナリア島からランサローテ島へ向かう途中のイベリア航空フォッカー F27であった。
1973年には、コンドル航空が西ドイツのデュッセルドルフに直行便を就航させた。その後、急激に発着機数が増加したため、1978年から空港の機能強化を目的に一連の改善がはじまった。
1994年、新ターミナルビルとエプロン、滑走路に平行した誘導路、発電所、アクセス道路の建設工事がはじまった。これにより、年間に500万人、繁忙期には1時間に3,100人の利用客に対応することができるようになった。

## 就航都市
| 航空会社                     | 就航地 |
| ---------------------------- | --- |
| エアリンガス                 | 季節運航： ダブリン |
| アルバスター                 | 季節運航： ベルガモ |
| オーストリア航空             | 季節運航： ウィーン |
| ビンター・カナリア           | グラン・カナリア、ラ・パルマ、テネリフェ・ノルテ 季節運航： フンシャル |
| ブリティッシュ・エアウェイズ | 季節運航： ロンドン・ガトウィック（2023年11月2日再開） |
| カナリーフライ               | グラン・カナリア、テネリフェ・ノルテ |
| チェア・エアラインズ         | 季節運航： チューリッヒ |
| コンドル航空                 | デュッセルドルフ、フランクフルト、ハンブルク、ミュンヘン、ライプツィヒ/ハレ、シュトゥットガルト |
| コレンドン航空               | ケルン/ボン、デュッセルドルフ、ハノーファー、ニュルンベルク |
| ディスカバー・エアラインズ   | フランクフルト、ミュンヘン |
| イージージェット             | バーゼル/ミュールーズ、ベルリン、ブリストル、ロンドン・ガトウィック、ロンドン・ルートン、ミラノ・マルペンサ 季節運航： アムステルダム、バーミンガム（2024年4月4日就航）、エディンバラ、マンチェスター |
| エーデルワイス航空           | チューリッヒ |
| ユーロウイングス             | ケルン/ボン、デュッセルドルフ、ハンブルク 季節運航： ベルリン、ニュルンベルク（2023年11月3日再開）、シュトゥットガルト |
| エンター・エア               | カトヴィツェ、ワルシャワ・ショパン、ポズナン、ヴロツワフ 季節チャーター便： カールスルーエ/バーデン・バーデン |
| フィンエアー                 | 季節チャーター便： ヘルシンキ |
| フリーバード航空             | 季節チャーター便： ケルン/ボン、ライプツィヒ/ハレ、パーダーボルン/リップシュタット |
| イベリア航空                 | マドリード 季節運航： セビリア、バレンシア |
| イベリア・エクスプレス       | マドリード |
| Jet2.com                     | ベルファスト、バーミンガム、ブリストル、イースト・ミッドランズ、エディンバラ、グラスゴー、リーズ/ブラッドフォード、リバプール（2024年3月30日就航）、ロンドン・スタンステッド、マンチェスター、ニューカッスル・アポン・タイン |
| ルフトハンザドイツ航空       | 季節運航： ミュンヘン |
| ルクスエア                   | ルクセンブルク |
| マラブ航空                   | 季節運航： ミュンヘン |
| ネオス                       | ボローニャ、ミラノ・マルペンサ、ローマ・フィウミチーノ、ヴェローナ |
| プレイ航空                   | 季節運航： レイキャヴィーク/ケプラヴィーク（2023年12月29日就航） |
| ライアンエアー               | バルセロナ、ベルガモ、ベルリン、バーミンガム、ボローニャ、シャルルロワ、ケルン/ボン、コーク（2023年11月2日就航）、ダブリン、イースト・ミッドランズ、エディンバラ、リーズ/ブラッドフォード、ロンドン・ルートン、ロンドン・スタンステッド、マドリード、マンチェスター、メミンゲン、ナポリ、ニューカッスル・アポン・タイン、ピサ、サンティアゴ・デ・コンポステーラ、セビリア、シャノン、ウィーン 季節運航： クラクフ（2023年11月3日就航）、リバプール、ローマ・フィウミチーノ、バレンシア（2023年11月7日運航終了）、ヴェーツェ |
| スカンジナビア航空           | 季節チャーター便： コペンハーゲン、イェーテボリ、オスロ |
| スマートウィングズ           | ブルノ、ブダペスト、カトヴィツェ、プラハ、ワルシャワ・ショパン |
| サンクラス航空               | 季節チャーター便： ストックホルム・アーランダ |
| ズント航空                   | ベルリン、ブレーメン、ドレスデン、カッセル |
| TAPポルトガル航空            | リスボン |
| トランサヴィア               | アムステルダム 季節運航： ナント、パリ・オルリー |
| TUIエアウェイズ              | バーミンガム、ブリストル、ロンドン・ガトウィック、マンチェスター |
| TUIフライ・ベルギー          | ブリュッセル |
| TUIフライ・ドイッチュラント  | デュッセルドルフ、フランクフルト、ハノーファー、ミュンヘン、シュトゥットガルト |
| TUIフライ・ネーデルラント    | アムステルダム、ロッテルダム |
| ボロテア                     | アストゥリアス、ボルドー、リヨン、マルセイユ、ナント、トゥールーズ 季節運航： リール |
| ブエリング航空               | バルセロナ、ビルバオ、マラガ、パリ・オルリー、サンティアゴ・デ・コンポステーラ、セビリア |
| ウィズエアー                 | 季節運航： カトヴィツェ、ワルシャワ・ショパン |

## 利用統計
|            | 利用客数  | 発着回数 | 取扱貨物量（トン） |
| ---------- | --------- | -------- | ------------------ |
| 2000       | 3,467,614 | 31,663   | 4,487              |
| 2001       | 3,577,638 | 30,471   | 3,837              |
| 2002       | 3,620,576 | 32,520   | 3,712              |
| 2003       | 3,919,224 | 39,695   | 3,694              |
| 2004       | 3,917,109 | 39,865   | 3,639              |
| 2005       | 4,071,875 | 40,415   | 3,178              |
| 2006       | 4,458,711 | 44,044   | 3,196              |
| 2007       | 4,629,877 | 44,870   | 3,127              |
| 2008       | 4,492,003 | 44,552   | 2,722              |
| 2009       | 3,738,492 | 36,429   | 1,913              |
| 2010       | 4,173,686 | 39,437   | 1,710              |
| 2011       | 4,948,018 | 44,551   | 1,557              |
| 2012       | 4,399,023 | 37,772   | 1,214              |
| 2013       | 4,259,341 | 35,498   | 1,022              |
| 2014       | 4,764,632 | 40,066   | 978                |
| 2015       | 5,027,415 | 39,307   | 937                |
| 2016       | 5,676,323 | 45,456   | 945                |
| 2017       | 6,049,291 | 48,216   | 946                |
| 2018       | 6,118,893 | 51,541   | 874                |
| 2019       | 5,635,417 | 47.223   | 735                |
| 出典：Aena |           |          |                    |

## ギャラリー

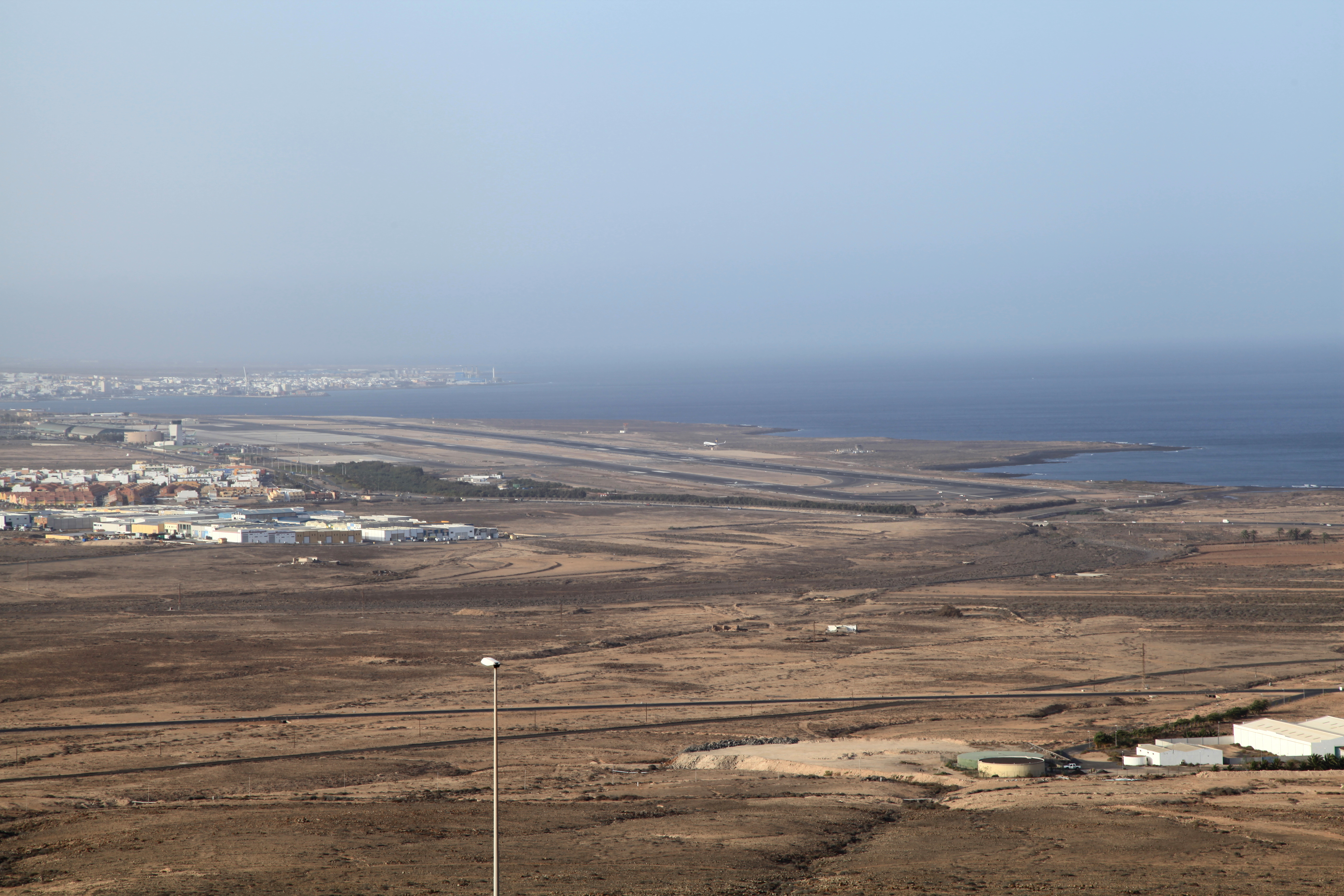
空港全景
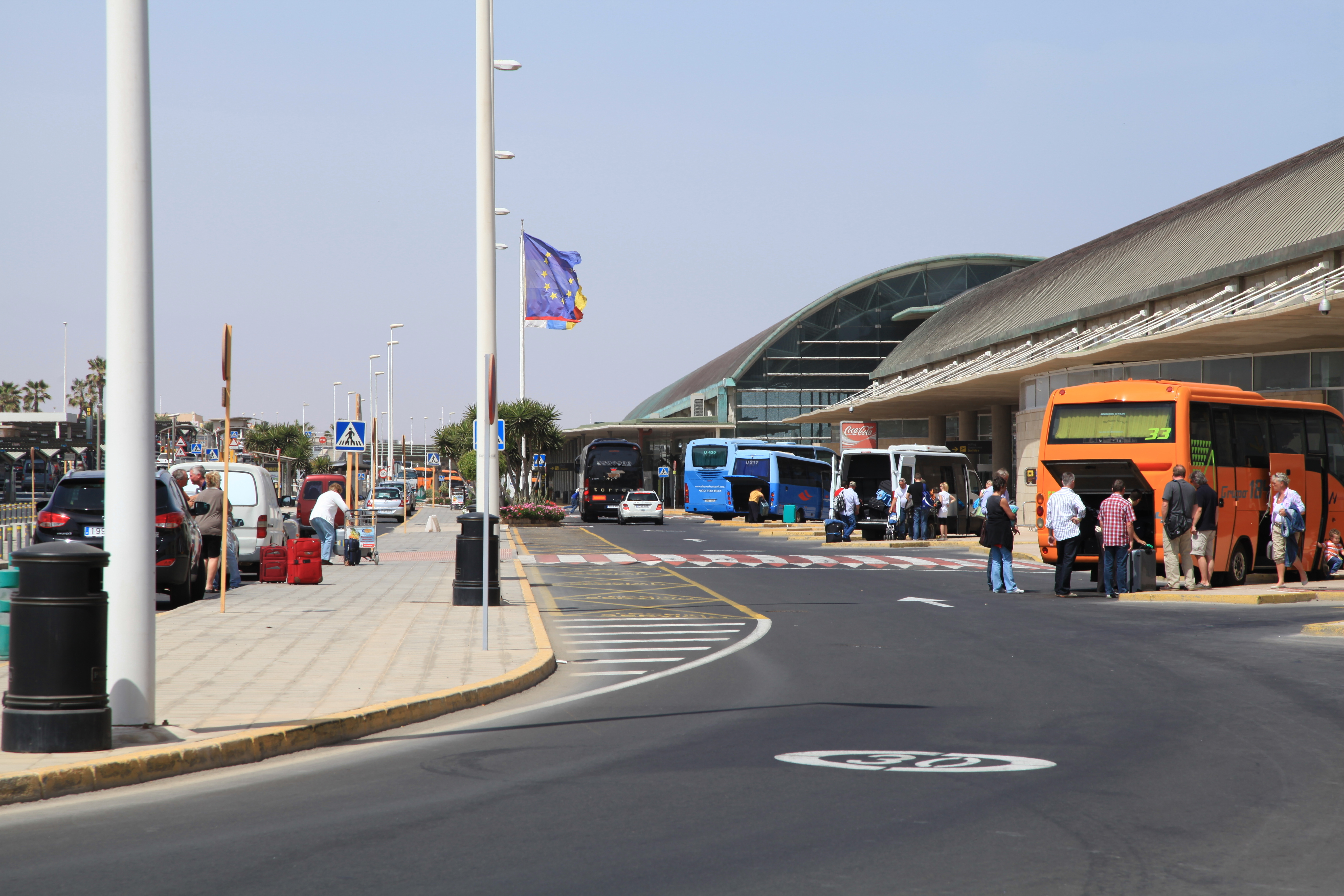
ターミナル口
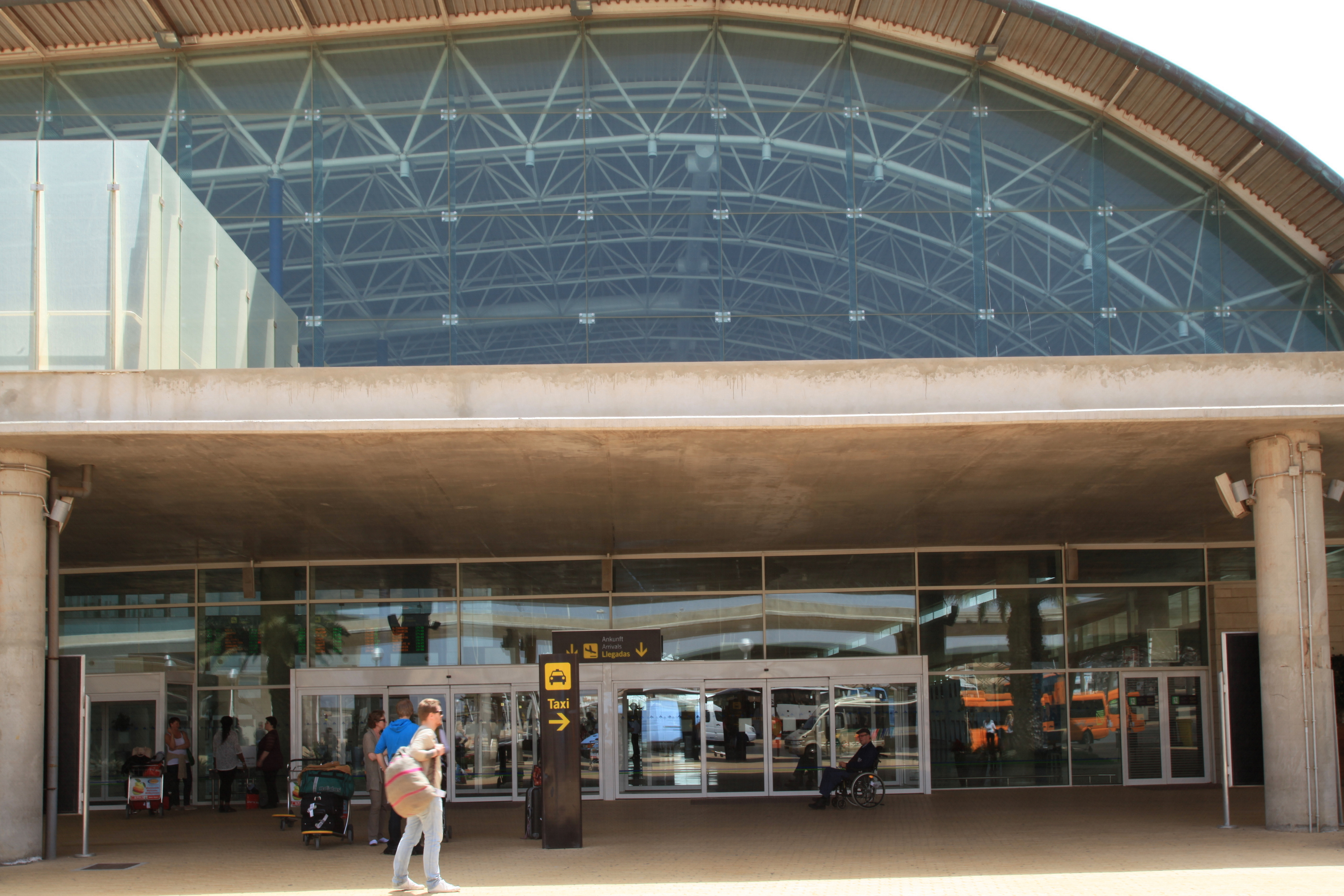
ターミナル玄関
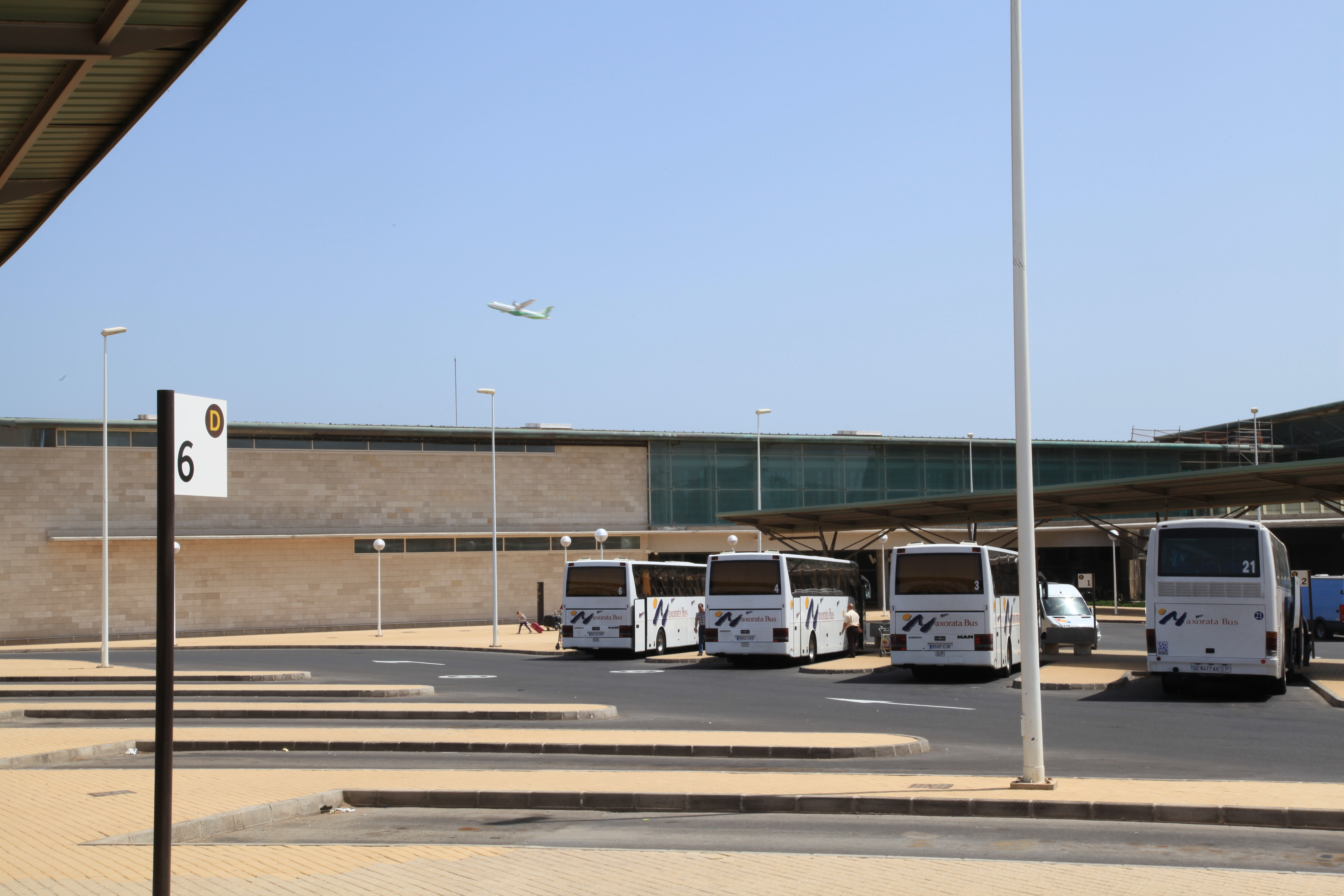
ターミナル付近
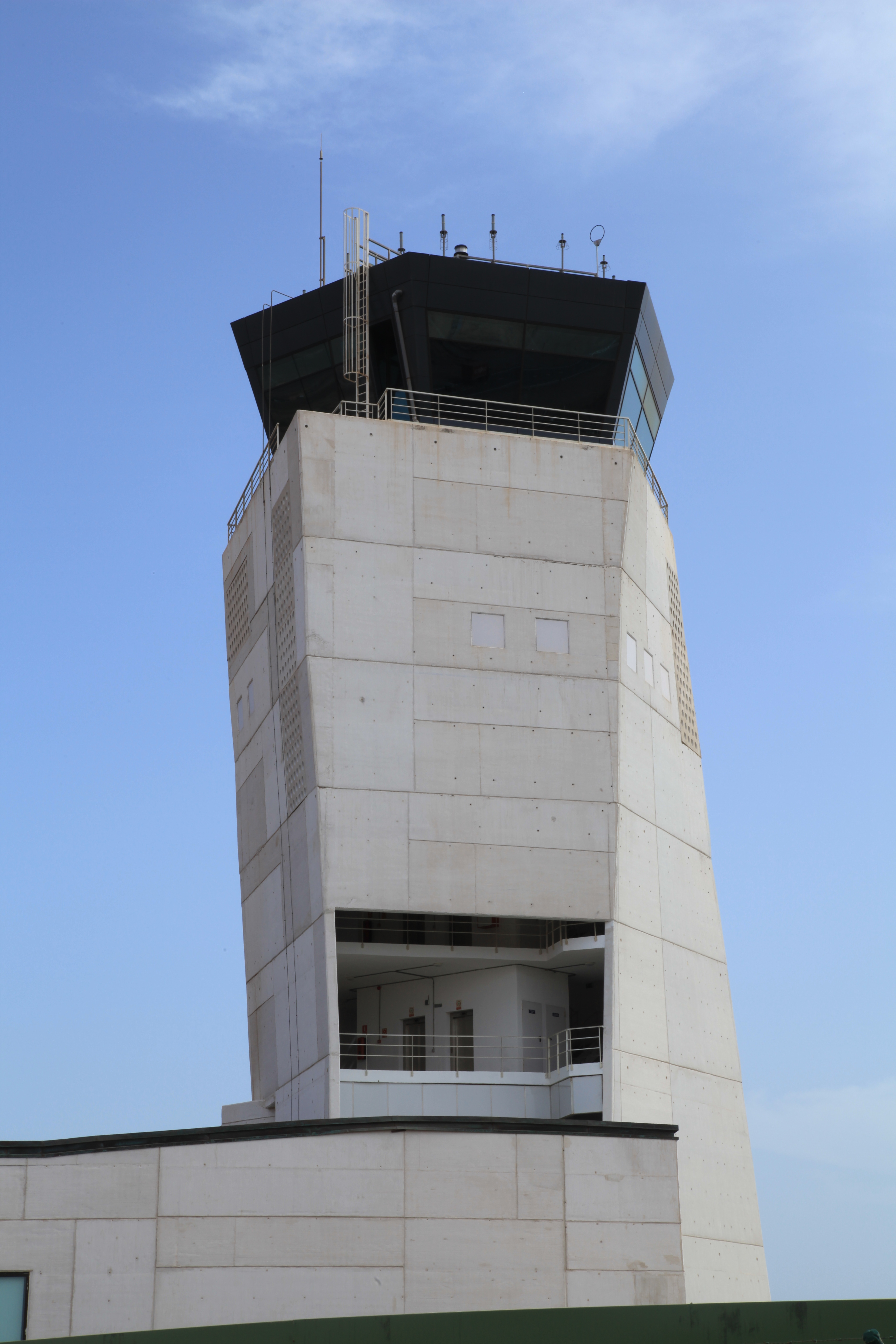
管制塔